# Куба (Португалия)
Куба (порт. Cuba) — посёлок городского типа в Португалии, центр одноимённого муниципалитета округа Бежа. Численность населения — 3,1 тыс. жителей (посёлок), 4,8 тыс. жителей (муниципалитет). Посёлок и муниципалитет входит в регион Алентежу и субрегион Байшу-Алентежу. По старому административному делению входил в провинцию Байшу-Алентежу.

## Расположение
Посёлок расположен в 18 км севернее города Бежа. Станция на ж/д линии Бежа — Лиссабон.
Расстояние до:
- Лиссабон = 124 км
- Бежа = 17 км
- Эвора = 44 км
- Сетубал = 96 км
- Фару = 127 км

Муниципалитет граничит:
- на севере — муниципалитет Портел
- на востоке — муниципалитет Видигейра
- на юге — муниципалитет Бежа
- на западе — муниципалитеты Феррейра-ду-Алентежу и Алвиту

## Население
| Население муниципалитета Куба (1801—2004) | Население муниципалитета Куба (1801—2004) | Население муниципалитета Куба (1801—2004) | Население муниципалитета Куба (1801—2004) | Население муниципалитета Куба (1801—2004) | Население муниципалитета Куба (1801—2004) | Население муниципалитета Куба (1801—2004) | Население муниципалитета Куба (1801—2004) | Население муниципалитета Куба (1801—2004) |
| ----------------------------------------- | ----------------------------------------- | ----------------------------------------- | ----------------------------------------- | ----------------------------------------- | ----------------------------------------- | ----------------------------------------- | ----------------------------------------- | ----------------------------------------- |
| 1801                                      | 1849                                      | 1900                                      | 1930                                      | 1960                                      | 1981                                      | 1991                                      | 2001                                      | 2004                                      |
| 3742                                      | 3944                                      | 6103                                      | 8054                                      | 7554                                      | 5740                                      | 5494                                      | 4994                                      | 4775                                      |

## История
Посёлок основан в 1782 году.

## Районы
| Фрегезии (районы) муниципалитета Куба | Фрегезии (районы) муниципалитета Куба | Фрегезии (районы) муниципалитета Куба | Фрегезии (районы) муниципалитета Куба | Фрегезии (районы) муниципалитета Куба | Фрегезии (районы) муниципалитета Куба | Фрегезии (районы) муниципалитета Куба |
| ------------------------------------- | ------------------------------------- | ------------------------------------- | ------------------------------------- | ------------------------------------- | ------------------------------------- | ------------------------------------- |
| №                                     | Наименование                          | Оригинальное наименование             | Кол-во жителей чел.(2001)             | Территория км²                        | Плотность чел./км²                    | Почтовый индекс                       |
| 1                                     | Вила-Алва                             | Vila Alva                             | 624                                   | 36,88                                 | 16,92                                 | 7940-000 VILA ALVA                    |
| 2                                     | Вила-Руйва                            | Vila Ruiva                            | 625                                   | 20,2                                  | 30,94                                 | 7940-000 VILA RUIVA CUB               |
| 3                                     | Куба                                  | Cuba                                  | 3 124                                 | 69,93                                 | 44,67                                 | 7940-000 CUBA                         |
| 4                                     | Фару-ду-Алентежу                      | Faro do Alentejo                      | 621                                   | 44,31                                 | 14,01                                 | 7940-000 FARO DO ALENTEJO             |